# David McCallum

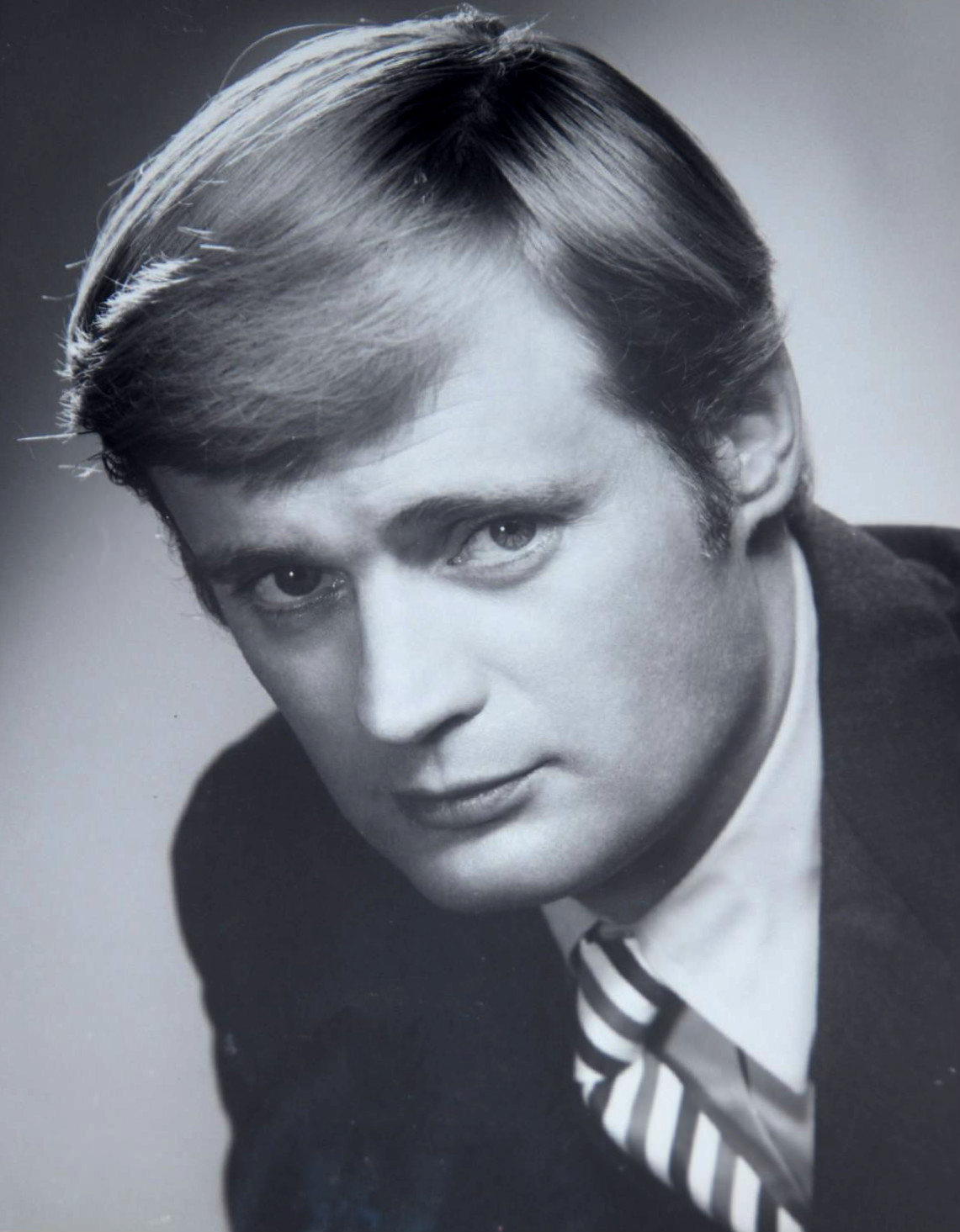
David McCallum în 1969

David Keith McCallum, Jr. (n. 19 septembrie 1933, Glasgow City⁠(d), Scoția, Regatul Unit – d. 25 septembrie 2023, New York City, New York, SUA) a fost un actor de film scoțian.

## Filmografie selectivă
- 1957 Șoferii iadului (Hell Drivers), regia Cy Endfield
- 1963 Marea evadare (The Great Escape), regia John Sturges
- 2003-2023 NCIS: Anchetă militară, serial TV